# Leishmaniosi umana
La leishmaniosi umana (AFI: /leizmaˈnjɔzi/ o /l(e)iʃmaˈnjɔzi/) è una parassitosi, un'antropo-zoonosi pressoché cosmopolita che presenta un ampio spettro di sindromi, sia localizzate sia sistemiche, causate da protozoi del genere Leishmania (Regno Protista, Phylum Sarcomastigophora, Classe Zoomastigophorea, Ordine Kinetoplastida). Serbatoi dei parassiti sono varie specie di mammiferi infettati cronicamente (vedi leishmaniosi animale).
I vettori sono ditteri ematofagi di generi diversi (Phlebotomus papatasi). L'uomo è ospite definitivo accidentale e, in alcuni casi, è anche serbatoio. Le leishmaniosi cutanee colpiscono a tutte le età soprattutto maschi, adolescenti e giovani adulti. La leishmaniosi viscerale colpisce più spesso i bambini (che sono più spesso a contatto con i cani serbatoi) e gli adulti non immuni o immunodepressi.

## Storia
Nel 1885, David D. Cunningham trovò in una lesione cutanea detta “bottone di Delhi" o "bottone d'Oriente” un “particolare parassita”: vide macrofagi contenenti gli amastigoti di leishmania e li interpretò erroneamente come amebe contenenti spore. Nel 1891, Robert H. Firth rivide i cosiddetti “corpi di Cunningham” (che poi verranno chiamati "corpi di Leishman-Donovan") in un bottone d'Oriente e, pensando che fossero sporozoi, li chiamò “Sporozoa furunculosa”. Nel 1898, Pëtr Fokić Borovskij, ufficiale medico all'ospedale militare di Tashkent in Uzbekistan, descrisse in modo particolareggiato, in un bottone d'Oriente, quella che ci è oggi nota come Leishmania tropica, ma il lavoro fu scritto in russo su una rivista poco conosciuta e fu pubblicato sulla rivista della Società di medicina tropicale di Londra solo nel 1938.
Nel 1903, in Inghilterra, William Leishman eseguì un'autopsia su un soldato morto per cachessia al Victoria Hospital di Netley: il milite proveniva dalla stazione di Dum-Dum, in India, ed era stato rimpatriato per un grave malessere, dissenteria ed epato-splenomegalia. La malattia era chiamata “febbre di Dum-Dum”. In un preparato istologico di polpa splenica, Leishman trovò una grandissima quantità di «corpuscoli tondeggianti mai descritti in precedenza (!?)». Leishman li vide simili agli amastigoti di Trypanosoma lewisi e pensò di avere scoperto una nuova tripanosomiasi umana. Nello stesso anno Charles Donovan trovò lo stesso reperto in un individuo che gli era stato detto essere morto di “malaria cronica”, ma lo confuse con il Trypanosoma brucei, agente eziologico della malattia del sonno.
Bruce, Leveran e Mesnil fecero la prima schematica descrizione del nuovo protozoo che chiamarono “Piroplasma donovani”, agente eziologico della “febbre indiana” o “kala-azar” (parola Hindi che significa “febbre nera”).  Il protozoo fu poi chiamato “Leishmania” da Ronald Ross ed è l'agente della leishmaniosi viscerale nel Sub-continente indiano. James H. Wright descrisse L. tropica, agente della leishmaniosi cutanea del “Vecchio Mondo”; Charles Nicolle descrisse L. infantum, agente della leishmaniosi viscerale nel Mediterraneo.
Nel 1904, Leonard Rogers isolò il protozoo in coltura e descrisse le forme flagellate (promastigoti). Nel 1908, Charles Nicolle scoprì l'ospite serbatoio delle leishmanie: il cane. Nel 1911, Gaspar Vianna descrisse L. brasiliensis, agente eziologico di leishmaniosi tegumentarie americane: in suo onore venne intitolato il sottogenere "Viannia" di Leishmania. Nel 1912, Gaspar Vianna impiegò il primo trattamento farmacologico di una forma tegumentaria americana, con tartaro emetico (tartrato di sodio e antimonio). Il composto si rivelò poi efficace anche per le forme viscerali. Nel 1913, in Paraguay, Mignone descrisse il primo caso di leishmaniosi viscerale americana, in un paziente proveniente dal Mato Grosso (Brasile): fino al 1934, solo altri due casi americani vennero descritti da Salvadòr Mazza e Cornejo, poiché la leishmaniosi viscerale in Sudamerica era misconosciuta.
Nel 1921, Edmond e Sargent dimostrarono la trasmissione delle leishmanie a opera della puntura dei pappataci. Nel 1922, Aragão riprodusse sperimentalmente la forma tegumentaria americana in un cane, inoculando un estratto di pappatacio che aveva punto un paziente con lesioni cutanee. Nel 1924, Knowles, Napier e Smith identificarono le “leptomonas” (i promastigoti) di Leishmania nell'intestino di un pappatacio (Phlebotomus argentipes). Nel 1936, Evandro Chagas e Cunha descrissero il primo caso sudamericano “in vivo” di leishmaniosi viscerale, causato da una nuova sottospecie di Leishmania che chiamarono L. donovani chagasi.

## Epidemiologia
Le leishmaniosi si trovano praticamente in tutto il mondo, tranne che in Oceania e in Antartide. Il numero totale di individui a rischio raggiunge i 350 milioni. L'OMS-WHO stima che ci siano 12 milioni di persone infettate nel mondo con 1,5 milioni di nuovi casi ogni anno. Di questa quota circa il 25% sono forme viscerali soprattutto nel Sub-continente indiano, nel Sudan e in Brasile. Le forme cutanee sono più numerose nel Medio Oriente (Afghanistan, Arabia, Siria, Iran) e nelle Americhe (tranne il Canada, il Cile e l'Uruguay).
In Eurasia ed Africa, le leishmaniosi si trovano in ambiente rurale, di macchia mediterranea (Bacino del Mediterraneo), nelle zone semidesertiche (Medio Oriente, Asia centrale, Sahel), nelle valli dei grandi fiumi asiatici (Fiume Giallo, Fiume Azzurro, Gange, Brahmaputra). L. aethiopica si trova negli altopiani dell'Africa Orientale, tra 1,500 e 2,700 metri di altitudine sul livello del mare. In America le leishmaniosi predominano in regioni a clima caldo-umido, solitamente sotto gli 800 metri di altitudine, con alcune eccezioni per le regioni andine di Perù, Ecuador e Venezuela, dove si possono trovare fino a 1,800 metri. Sono presenti nelle zone rurali e in quelle silvestri a recente insediamento umano. Le leishmaniosi tegumentarie americane si comportano come una malattia professionale: colpiscono i coltivatori del caucciù ("chicleros" e "seringueiros") e del cacao, i minatori (garimpeiros), i disboscatori e i taglialegna, i costruttori di strade nelle foreste. Sono sempre più frequenti epidemie di leishmaniosi viscerale nelle periferie dell grandi città sudamericane, e anche le leishmaniosi tegumentarie da silvestri e rurali che erano, stanno diventando sempre di più peri-urbane.
In Italia sono presenti L. tropica (responsabile di forme cutanee) e L. infantum (responsabile di forme viscerali). L. infantum infesta in modo importante i cani randagi (fino al 25% del totale), soprattutto nelle regioni meridionali, in Liguria e Toscana, (per es. isola d'Elba), dove è presente la macchia mediterranea. In Italia le leishmanie sono trasmesse da pappataci delle specie Phlebotomus perfiliewi e P. perniciosus.

## Eziologia

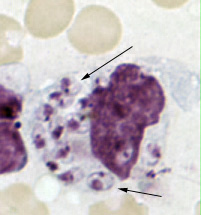
Amastigoti di Leishmania tropica (indicati con frecce) in un macrofago. Fonte:CDC

L'uomo è parassitato da varie specie di Leishmania, protozoi emoflagellati asessuati e dixeni (con due ospiti), che gli sono trasmessi da insetti ematofagi. I protozoi emoflagellati si chiamano così perché possiedono un flagello, che è il mezzo di locomozione che permette loro di muoversi nel circolo sanguigno. Sono creature monocellulari diploidi, con un accumulo discoidale di DNA, detto cinetoplasto. La loro moltiplicazione avviene per divisione binaria.
Le leishmanie possiedono varie forme: 
- L'amastigote è la forma replicativa intracellulare (nelle cellule del sistema reticolo-endoteliale) nell'ospite vertebrato, a forma sferica (del diametro di 2-4 µm), senza flagello.
- Il promastigote è la forma infettante, che si trova nelle ghiandole salivari del vettore. Raggiunge i 15 µm, ha forma allungata e un flagello che origina da un cinetoplasto davanti al nucleo e spunta dall'estremità anteriore.
- Il tripomastigote è lungo 15-20 µm e largo 1 µm, sottile, con flagello laterale con una evidente membrana ondulante; si trova solo nelle colture cellulari
- Il paramastigote è una forma trovata solo nel faringe dell'insetto vettore. Ha forma rotondeggiante, 5-10 µm di dimensione e presenta un breve flagello anteriore. Il cinetoplasto è in posizione paranucleare.

Diverse specie sono responsabili delle varie sindromi:
- La leishmaniosi cutanea del "Vecchio Mondo" è causata dal gruppo Leishmania tropica: L. tropica minor nel Mediterraneo (anche in Italia), Asia centrale e India; L. tropica major in Medio Oriente, Cina, India, Asia Centrale; L. aethiopica in Africa Orientale. Può essere causata anche da L. infantum (gruppo L. donovani) nel Mediterraneo
- La leishmaniosi cutanea del "Nuovo Mondo" (o americana) è causata dal gruppo di Leishmania mexicana: L. mexicana mexicana in Messico, Centro America, Texas; L. mexicana amazonensis in Amazonia, Nordeste del Brasile, Bahia, Minas Gerais; L. mexicana pifanoi, L. garnhami, L. mexicana venezuelensis in Venezuela. Può essere causata anche da L. chagasi (gruppo L. donovani) in Sudamerica
- La leishmaniosi mucocutanea è causata dal sottogenere Viannia o braziliensis: L. braziliensis (Viannia) braziliensis (espundia) in Sudamerica; L. braziliensis (Viannia) guyanensis (forest yaws) nelle Guyane; L. peruviana (uta) sulle Ande; L. braziliensis (Viannia) panamensis in Centro America, Colombia.
- La leishmaniosi viscerale ("Kala-azar") è causata dal gruppo Leishmania donovani: L. donovani donovani in India, Cina e Africa Orientale; L. donovani infantum in Europa (anche Italia), Medio Oriente, Asia Centrale e Cina; L. donovani chagasi in Sudamerica. Può essere data anche da L. mexicana amazonensis (gruppo di L. mexicana) in Amazzonia, Nordeste del Brasile, Bahia, Minas Gerais.

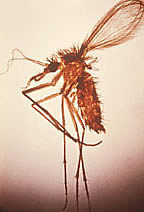
Flebotomo. Fonte:CDC

Le leishmanie sono trasmesse dalla puntura di ditteri ematofagi (pappataci) dei generi Phlebotomus, nel "Vecchio Mondo", e Lutzomya ("mosquito palha") e Psychodopygus (più raro), nelle Americhe. Almeno una trentina di specie sono possibili vettori. I pappataci crescono in luoghi umidi e ombrosi, occupati da detriti organici (fogliame del sottobosco, tane di piccoli mammiferi, letame, cumuli di pietre e fessure di murature a secco). Le femmine hanno bisogno di nutrirsi di sangue per la maturazione delle uova: pungono l'ospite, più spesso al crepuscolo, nelle zone glabre della pelle, e si nutrono del sangue che esce dalla ferita.

Nelle zone tropicali la trasmissione avviene tutto l'anno. Nelle regioni temperate la trasmissione avviene prevalentemente nella stagione estiva: i pappataci vivono due mesi, quelli infettati di meno e hanno bisogno di molti pasti ematici (4-6) perché hanno la proboscide ostruita da una grande moltitudine di promastigoti di leishmania, quindi pungono più spesso, con maggiore diffusione dell'infezione.
Nel Sudan i flebotomi vivono nei termitai: sono particolarmente feroci nel pungere gli uomini e sono responsabili di grandi epidemie.
La leishmaniosi è mantenuta nell'ambiente da un ciclo zoonotico. In America c'è un ciclo silvestre mantenuto da mammiferi selvatici, almeno 40 specie tra roditori, sdentati (bradipi e formichieri), marsupiali (gambà), canidi (volpi) e primati. Il serbatoio domestico più importante è il cane. Per la maggior parte dei serbatoi silvestri le leishmanie sono poco o per nulla patogene e mantengono un equilibrio con il loro ospite. Nel cane la leishmaniosi è una parassitosi cronica, spesso incurabile. È possibile anche un ciclo antroponotico: l'uomo solitamente è ospite accidentale, ma per L. donovani (nel Sub-continente indiano) funge da vero e proprio serbatoio.

## Classificazione
Le diverse forme di leishmaniosi sono:
- La leishmaniosi cutanea "del Vecchio Mondo"
- La leishmaniosi cutanea "del Nuovo Mondo" e mucocutanea
- La leishmaniosi viscerale ("Kala-azar" o "febbre nera")

## Patogenesi

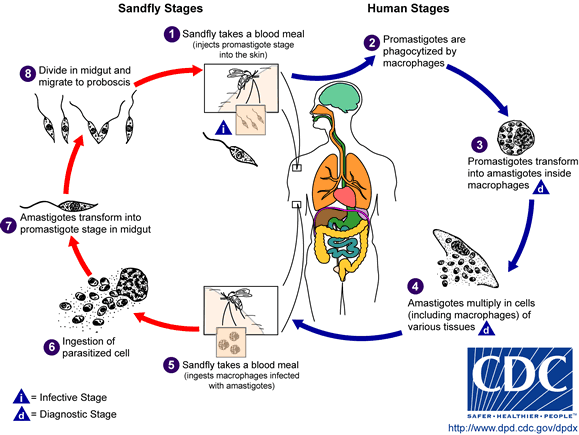
Ciclo vitale di Leishmania spp. (Fonte: CDC di Atlanta)

Le leishmanie, in forma di promastigote, vengono iniettate nell'ospite definitivo dal pappatacio femmina durante il pasto ematico. Il promastigote entra dalla ferita prodotta dalla puntura, nel circolo sanguigno periferico, viene ricoperto dalle proteine del complemento che richiamano i macrofagi che lo fagocitano. Nel macrofago il promastigote si trasforma in amastigote; senza essere distrutto, si moltiplica fino a dare la lisi della cellula che lo ha fagocitato. Gli amastigoti poi si liberano in circolo in grandi quantità per infettare altre cellule del sistema reticolo-endoteliale. I pappataci si infettano con gli amastigoti durante il pasto ematico quando pungono un ospite infetto; nell'intestino dell'insetto gli amastigoti si trasformano in promastigoti e cominciano a moltiplicarsi per scissione binaria, migrando verso le ghiandole salivari. I promastigoti diventano promastigoti metaciclici, forme infettanti pronte per essere iniettate in un nuovo ospite.

### Forme cutanee e mucose
I promastigoti penetrati dalla ferita prodotta dal flebotomo vengono fagocitati dai macrofagi della cute. Se i promastigoti diventati amastigoti vengono uccisi dai macrofagi, l'infezione non progredisce e la malattia non si manifesta: l'individuo diventa immune a successive reinfezioni da parte della specie di leishmania in questione. Se invece gli amastigoti resistono alla distruzione, si ha la formazione di una lesione nel punto di inoculo, infiltrata da macrofagi ricchi di leishmanie. La lesione guarisce molto lentamente, ma l'infezione è limitata.

Se il sistema immunitario non riesce a contenere l'infezione, le leishmanie si disseminano per via ematogena a tutta la cute o alle mucose delle vie respiratorie superiori e possono persistere indefinitamente nei linfonodi satelliti delle lesioni.

### Forme viscerali
La progressione della malattia è favorita da condizioni di immunodepressione dell'ospite, in parte aggravata dalla leishmania. Vengono interessati gli organi più ricchi di cellule del sistema reticolo-endoteliale, che diventa iperplastico, per la presenza di grandi quantità di macrofagi infettati. La milza raggiunge dimensioni notevoli. Si ingrandiscono anche il fegato, i linfonodi e le stazioni linfatiche dell'apparato digerente. Anche il midollo osseo viene infiltrato dai macrofagi infettati, che ostacolano l'emopoiesi. Dopo la guarigione spesso l'immunità cellulare si ristabilisce, con una protezione nei confronti di recidive e reinfezioni. Nelle coinfezioni con HIV è quasi impossibile eradicare l'infezione e, se i pazienti non muoiono, mantengono parassitemie anche di notevole entità.

### Complicanze
La leishmaniosi cutanea diffusa è conseguenza di una risposta cellulo-mediata inefficace, che non contiene la diffusione dell'infezione: le lesioni cutanee sono ricche di macrofagi con grande carica parassitaria. È provocata da L.aethiopica e più spesso da L. amazonensis, L. pifanoi, L. garnhami e L. venezuelensis.

La lesione principale non è un'ulcera, ma una macula ipopigmentata, una placca o un nodulo rilevato che si esulcera. L'infezione si diffonde lentamente per contiguità e per via ematica, a tutto il corpo, soprattutto alle parti più fredde (estremità, genitali). Le mucose e gli organi interni sono solitamente risparmiati. La malattia non guarisce quasi mai: ricorda la lebbra lepromatosa e causa deformità molto simili. A differenza della lebbra, nella leishmaniosi non si ha il coinvolgimento delle strutture nervose.

#### Leishmaniosi viscerale in malattia da HIV
Il problema della coinfezione HIV-leishmania è particolarmente sentito nelle zone geografiche dove le endemie si sovrappongono, quindi Africa, Brasile ed Europa meridionale. Nei pazienti con malattia da HIV, la coinfezione da leishmania può presentarsi, oltre che nelle forme classiche, anche con manifestazioni atipiche.

In alcuni casi è data dall'attivazione di un'infezione latente da leishmania oppure, più spesso, da una nuova infezione con risposta cellulo-mediata scarsamente efficace, a causa dell'immunodepressione da HIV.  Si può avere un coinvolgimento gastroenterico (ulcere) e respiratorio (versamento pleurico), non tipico delle forme classiche. Spesso le leishmanie vengono trovate in campioni biologici anomali (per es. broncolavaggio o biopsia rettale). La risposta al trattamento è per lo più scarsa e lenta e le recidive sono frequenti. I pazienti con malattia da HIV molto avanzata, in alcuni casi, possono mantenere una significativa parassitemia, anche in condizione di relativo benessere.

## Clinica

### Leishmaniosi cutanea (del "Vecchio Mondo")
È anche detta "bottone d'Oriente", "bottone di Creta", "bottone d'Aleppo", "bottone di Baghdad", "ulcera di Kandahar", "ulcera di Lahore" e "bottone di Delhi": le denominazioni rispecchiano in modo grossolano la distribuzione geografica delle forme cutanee del "Vecchio Mondo". Il periodo d'incubazione della malattia varia da 4 a 8 settimane e dipende dall'entità della carica infettante. Compaiono una o più lesioni cutanee, nelle sedi delle punture dei flebotomi (viso, collo, braccia, gambe). All'inizio è un nodulo eritematoso, che cresce e si copre di una crosta, la quale poi può staccarsi e lasciare un'ulcera a margini rilevati. Dopo un tempo variabile la lesione guarisce, lasciando una cicatrice, anche deturpante. La lesione è solitamente poco dolente: quando duole spesso è segno di una sovrinfezione batterica. Possono aversi recidive in tarda età o in condizioni di immunodepressione o per reinfezione con diversi zimodemi.
Le lesioni cutanee di L. major tendono a essere rapidamente essudatizie e necrotiche e possono raggiungere dimensioni fino a 6 cm; evolvono in poche settimane e guariscono in 3-5 mesi. Le lesioni da L. tropica (presente anche in Italia) sono meno gravi (dimensioni massime di 2 cm circa) e hanno un'evoluzione più lenta: l'incubazione è di 2-4 mesi e possono persistere anche per 2 anni. Le lesioni da L. aethiopica interessano il viso: sono tante piccole papule che confluiscono in un'unica lesione nodulare o una placca, che può anche non ulcerarsi, ma guarisce molto lentamente (anche dopo 5 anni). Se la lesione interessa il confine muco-cutaneo del naso o delle labbra, può estendersi alle mucose e provocare danni destruenti che caratterizzano le forme mucose americane. L. infantum, solitamente responsabile di forme viscerali, può dare forme cutanee: lesioni nodulari che non si ulcerano e decorrono molto lentamente.

#### Forma cutanea recidivante
L. tropica raramente è responsabile di una forma recidivante o "lupoide" di leishmaniosi cutanea. Attorno a cicatrici di vecchie lesioni possono comparire ciclicamente delle piccole papule che confluiscono, si ulcerano e poi guariscono. Possono formarsi delle grandi placche, simili a quelle del "lupus vulgaris", o lesioni verrucoidi, simili ai cheloidi, o psoriasiformi.

### Leishmaniosi americana
Nel 95% sono forme cutanee, di cui il 5% dei casi è seguito dalla localizzazione mucosa a distanza. Il 5% sono forme mucose pure.

#### Forme cutanee
Le forme cutanee sono dette "localizzate" se sono presenti meno di 5 lesioni in localizzazioni diverse del corpo (le lesioni satelliti non contano), sono dette "disseminate" se le lesioni sono più di 5.
L. brasiliensis brasiliensis è solitamente responsabile di lesioni cutanee singole, ma profonde nel derma, con rapida comparsa di ulcera a margini rilevati e infiammati. La maggior parte guariscono in un anno, ma spesso si sovrinfettano e possono durare anche 10 anni. Si hanno recidive nel 15% dei casi, a volte con comparsa inaspettata di lesioni nella sede di un trauma.

La leishmaniosi cutanea da L. brasiliensis guyanensis è chiamata "pian bois" o "bush yaws": come quella (più rara) da L. brasiliensis panamensis, è caratterizzata da lesioni cutanee multiple al tronco e agli arti, con linfangite satellite e diffusione linfatica. Compaiono lesioni simili alle principali, lungo i vasi linfatici che drenano i territori affetti.

La forma da L. peruviana è detta "uta" e ha un comportamento simile alle forme cutanee del "Vecchio Mondo".

L. mexicana è responsabile dell'ulcera del "chiclero", che si localizza tipicamente sul viso o dietro il padiglione auricolare. Di solito guarisce in 6-8 mesi. Quando colpisce il padiglione auricolare può persistere per anni e dare la lenta distruzione della cartilagine. La forma corrispondente, data da L. amazonensis, è l'ulcera del “seringueiro”.

Anche L. chagasi, solitamente responsabile di forme viscerali, può dare forme cutanee.

#### Forme mucose
Dal 2% al 40% delle forme cutanee da L. brasiliensis brasiliensis e, in misura molto minore, in quelle da L. brasiliensis guyanensis e L. brasiliensis panamensis, mostrano lesioni mucose a distanza anche tempo dopo che le lesioni cutanee sono guarite (da 2 a 10 anni). Il 15% delle forme mucose non è preceduto da lesioni cutanee apparenti.

Nella maggior parte dei casi è colpita la mucosa nasale, in 1/3 dei casi sono colpiti anche il faringe la laringe e il labbro superiore. La lesione iniziale è un nodulo, sulla mucosa del setto nasale. La malattia all'inizio simula una banale rinite e si manifesta con ostruzione nasale ed epistassi. Poi la lesione evolve, il setto nasale si perfora e la cartilagine nasale collassa. La malattia si estende più o meno rapidamente alle strutture vicine (oro-nasofaringe, fino alla laringe) distruggendole. Può raggiungere il confine mucocutaneo delle labbra e del naso e dare ipertrofia dei tessuti molli (in Brasile prende il nome di “espundia”, spugna). Alle ulcerazioni seguono gravi mutilazioni del viso. Spesso la morte insorge per le complicanze dovute all'ostruzione delle vie respiratorie e digerenti (polmonite, sovrinfezioni batteriche, malnutrizione). Raramente queste forme si risolvono spontaneamente.

### Leishmaniosi viscerale ("Kala-azar")
È detta "kala-azar", "febbre indiana", "febbre di Dum-Dum", "febbre d'Assam" e "splenomegalia infantile". È la forma di leishmaniosi più grave, a coinvolgimento sistemico, soprattutto di milza, fegato e midollo osseo. Il periodo di incubazione è in media tra 2-4 mesi, ma è variabile, da 3 settimane fino a 2 anni, a seconda della specie di leishmania e dello stato immunitario del paziente. Nelle zone non endemiche, il kala-azar è spesso misconosciuto e il primo sospetto diagnostico si indirizza sulle neoplasie di origine ematologica (linfoma, leucemia).

Nelle aree di endemia la diagnosi si basa sull'anamnesi e sull'esame obiettivo. Negli individui non indigeni e nelle prime fasi delle epidemie, l'esordio è improvviso, con improvvisa comparsa di febbre irregolare e ricorrente e sudorazioni notturne. Può evolvere con peggioramento del quadro clinico. È pericoloso per i bambini.
La splenomegalia può essere molto imponente e raggiungere dimensioni impressionanti (talvolta occupando anche lo scavo pelvico), con vistosa distensione addominale.

Se la piastrinopenia è importante, possono aversi fenomeni emorragici (sanguinamenti dalle mucose, petecchie). La leucopenia può predisporre a episodi settici. Le forme che decorrono in modo cronico possono simulare il marasma infantile (kwashiorkor) con edema generalizzato e alterazione di cute e annessi.

### Esami di laboratorio e strumentali
Le forme mucocutanee non presentano specifiche alterazioni dei parametri bioumorali; le forme viscerali sono invece caratterizzate da anemia normocromica e normocitica, leucopenia con neutropenia, e piastrinopenia. La pancitopenia è conseguenza dell'infiltrazione del midollo emopoietico da parte dei macrofagi infettati dagli amastigoti di leishmania. L'elettroforesi delle sieroproteine del siero mostra tipicamente un aumento delle gamma-globuline con possibili picchi policlonali e una diminuzione delle albumine (il tracciato elettroforetico ha l'aspetto di una mano che "fa le corna"). Solitamente gli indici di funzionalità epatica e della coagulazione sono conservati o modicamente alterati.
Gli amastigoti di leishmania possono essere identificati direttamente o dopo cultura da campioni biologici. Nelle forme mucocutanee si esegue una biopsia delle lesioni ulcerate, prendendo i campioni dal bordo delle lesioni, evitando le zone necrotiche o contaminate da sovrinfezioni batteriche o fungine. Nelle forme viscerali si esaminano l'aspirato splenico (esame più sensibile) o il midollo osseo. La puntura splenica può essere eseguita in modo sicuro anche in casi di discreta piastrinopenia (purché non inferiore a 40 000 piastrine/µl, con attività protrombinica normale). L'aspirazione del midollo osseo è impiegata più spesso perché ritenuta meno pericolosa, ma è più dolorosa e meno sensibile del puntato splenico.
La ricerca di anticorpi impiega tecniche di agglutinazione diretta, di immunofluorescenza (IFA), o di "enzyme-linked immunosorbent assay" (ELISA), ma si impiega nella diagnosi in pazienti che non vivono nelle zone endemiche. La sierologia non può distinguere le forme acute da quelle croniche e si possono avere falsi risultati positivi per reazione crociata con altri antigeni, in presenza di altre patologie infettive. I titoli anticorpali sono maggiori nelle forme viscerali, a seguire nelle forme cutanee diffuse e poi nelle forme muco-cutanee. Nelle forme cutanee localizzate i titoli sono più bassi.

La intradermoreazione di Montenegro è analoga all'intradermoreazione di Mantoux per la tubercolosi. La reazione indica la presenza di un'immunità di tipo cellulo-mediato nei confronti della leishmania (non necessariamente dell'infezione in atto). Impiega una sospensione di antigeni di promastigoti di leishmania in coltura. Se ne iniettano sotto il derma 0.1 ml., la lettura della reazione cutanea si esegue dopo 48-72 ore. La reazione è positiva se si forma una lesione papulare o nodulare eritematosa, del diametro di 5mm. Contrariamente a quanto avviene con la sierologia, di solito la reazione di Montenegro è più fortemente positiva nelle forme cutanee localizzate e debolmente positiva nelle forme muco-cutanee, mentre è negativa nelle forme cutanee diffuse e nelle viscerali, caratterizzate dalla scarsissima o nulla reazione immunitaria di tipo cellulo-mediato. La reazione può essere negativa anche nelle fasi iniziali della malattia cutanea. Nelle popolazioni delle zone endemiche possono aversi fino al 25% di positività della reazione di Montenegro, per tale motivo in quelle zone il test è impiegato praticamente solo per studi epidemiologici. Una reazione di Montenegro che, da negativa, diventa positiva, è indice di una buona risposta immunitaria al trattamento e un'evoluzione verso la guarigione.

## Trattamento
Le terapie attualmente disponibili per la Leishmaniosi hanno spesso efficacia limitata ed un costo complessivamente elevato: è pertanto di primaria importanza un approccio innanzitutto profilattico basato sul controllo di insetti e serbatoi di infezione assieme a precauzioni individuali (come ad esempio proteggersi dalle punture di pappataci con sostanze schermanti e/o repellenti o con indumenti protettivi). Sono tuttavia disponibili diverse opzioni terapeutiche
1. antimoniali pentavalenti della N-metilglucamina: meno tossici degli antimoniali trivalenti impiegati in passato, sono i farmaci di scelta impiegati nel trattamento delle leishmaniosi. Primo tra tutti è lo stibogluconato di sodio (Pentostam) impiegato nei Paesi di scuola inglese, Meglumina antimoniato (Glucantim) impiegato nei Paesi di scuola francese. La dose per le forme viscerali e per le muco-cutanee è di 20 mg/kg/die di antimoniato per almeno 28 giorni, per 21 giorni per le forme cutanee. Nelle forme viscerali si può essere costretti a prolungare il trattamento fino a 40 giorni. Effetti collaterali degli antimoniali pentavalenti devono essere attesi fino a 28 giorni dall'inizio della terapia, ma insorgono solitamente nella seconda o nella terza settimana di terapia: aumento delle lipasi e amilasi nel siero (sofferenza pancreatica), mialgie e artralgie, sintomi gastro-enterici, cefalea, aumento delle transaminasi nel siero (sofferenza epatica), pancitopenia (sofferenza midollare), neuropatia periferica reversibile. Possono aversi alterazioni elettrocardiografiche come l'allungamento del tratto QT che può dare aritmie cardiache fatali. Gli effetti collaterali nei bimbi sono meglio tollerati. La risposta clinica è pronta, ma i parametri clinici si normalizzano solo dopo mesi. Nelle forme viscerali la febbre si risolve in 4-5 giorni dall'inizio della terapia e il paziente migliora verso il settimo giorno. La splenomegalia può rimanere per settimane. In India sono comparsi ceppi di leishmania resistenti agli antimoniali, pertanto è stato proposto l'uso della pentamidina, 4 mg/kg i.m. 3 volte alla settimana fino alla guarigione parassitologica (5-9 settimane), ma nel 20% dei casi si ha una recidiva. È tossica nei regimi prolungati ad alte dosi e va usata solo nelle zone di farmaco-resistenza agli antimoniali. Tra gli effetti collaterali, dolore locale nella sede dell'iniezione, mialgie, nausea, cefalea, sapore metallico in bocca, ipotensione e tachicardia, squilibri del metabolismo glucidico (diabete mellito).
2. amfotericina B: farmaco antifungino che si è rivelato efficace nelle forme viscerali resistenti agli antimoniali. L'amfotericina B deossicolato (Fungizone) viene impiegato alla dose di 1 mg/kg/die per 20 giorni. Gli effetti collaterali immediati del trattamento consistono in comparsa di febbre (spesso è necessaria la premedicazione con indometacina), mialgie e brividi, ipopotassemia, aritmie fatali. Più tardivamente possono comparire segni di insufficienza renale. Le nuove formulazioni lipidiche (per es. amfotericina B a complessi lipidici - Abelcet, amfotericina B liposomale - AmBisome) sono preferibili perché meno nefrotossiche. L'amBisome negli immunocompetenti si somministra alla dose di 3 mg/kg/die e.v. per 5 giorni e poi ancora 3 mg/kg al 14º e al 21º giorno. Nei pazienti immunodepressi si impiega la dose di 4 mg/kg/die e.v. per 5 giorni e poi ancora 4 mg/kg al 10o, 17o, 24o, 31o, e 38º giorno. È stato proposto anche l'impiego di antifungini imidazolici orali come ketoconazolo, itraconazolo e fluconazolo, ma nessuno raggiunge l'efficacia degli antimoniali.
3. paromomicina: è un antibiotico aminoglicoside che viene impiegato topicamente nel trattamento delle forme cutanee, provocate da specie che non tendono a dare malattia sistemica (L. tropica major, L. mexicana).

È presente un nuovo farmaco in studio per il trattamento delle forme viscerali indiane: Miltefosina è un analogo della fosfocolina che interferisce con la sintesi delle membrane. Il trattamento durerebbe 4-6 settimane ed è promettente come farmaco da somministrare per os in pazienti ambulatoriali.

## Prognosi
Le forme cutanee spesso guariscono spontaneamente in 2-3 mesi anche senza terapia, benché l'infezione possa persistere per un tempo indefinito. La maggior parte delle forme cutanee diffuse e le forme cutanee post-kala-azar possono cronicizzare o recidivare, mostrando resistenza al trattamento. Le forme mucocutanee sono croniche e progressive e possono portare a morte per sovrinfezione (polmonite) dopo interessamento della mucosa delle vie aeree, o per cachessia conseguente a malnutrizione per disfagia. La forma viscerale è progressiva e, se non trattata, porta a morte nel 75-95% dei casi, spesso per sovrinfezione batterica. Le forme trattate hanno una mortalità del 5%.

### Postumi e follow up
Il 30% delle lesioni cutanee sono guarite alla fine della terapia, il 60% dopo 6 settimane, il 90% dopo un anno. Nel 20% dei casi si ha una recidiva, per lo più entro 2 mesi: il follow-up del Kala-azar deve essere di almeno 6 mesi e si devono seguire i parametri ematologici.

#### Forma cutanea post-Kala-azar
In pazienti guariti da forme viscerali causate da L.donovani, spontaneamente o dopo trattamento, dopo un periodo di 1-2 anni o più, sul viso o sugli arti compaiono macule ipopigmentate e noduli. In teoria le lesioni risparmiano solo scalpo, ascelle, perineo, piante dei piedi e palme delle mani. Anche questa forma è molto simile alla lebbra lepromatosa. La forma africana è più benigna di quella indiana: compare tipicamente alla fine del trattamento della forma viscerale, come un esantema papulare transitorio, che guarisce in qualche mese. Si verifica fino al 5% dei casi in Africa Orientale e dal 5 al 20% dei casi in India.

## Prevenzione
Non sono disponibili né vaccini né una chemioprofilassi. È consigliabile prevenire la puntura dell'insetto vettore, che punge prevalentemente all'alba e al crepuscolo e, anche di giorno, quando viene disturbato. Si devono coprire il più possibile le parti glabre del corpo; possono essere usati repellenti sui vestiti (per es. N,N-dietilmetatoluamide - DEET, permetrina)